# Ochtrup
Ochtrup este un oraș în nord-vestul Münsterland (landul Renania de Nord-Westfalia), Germania, în regiunea de graniță, cu Saxonia Inferioară și Olanda.

## Obiective turistice

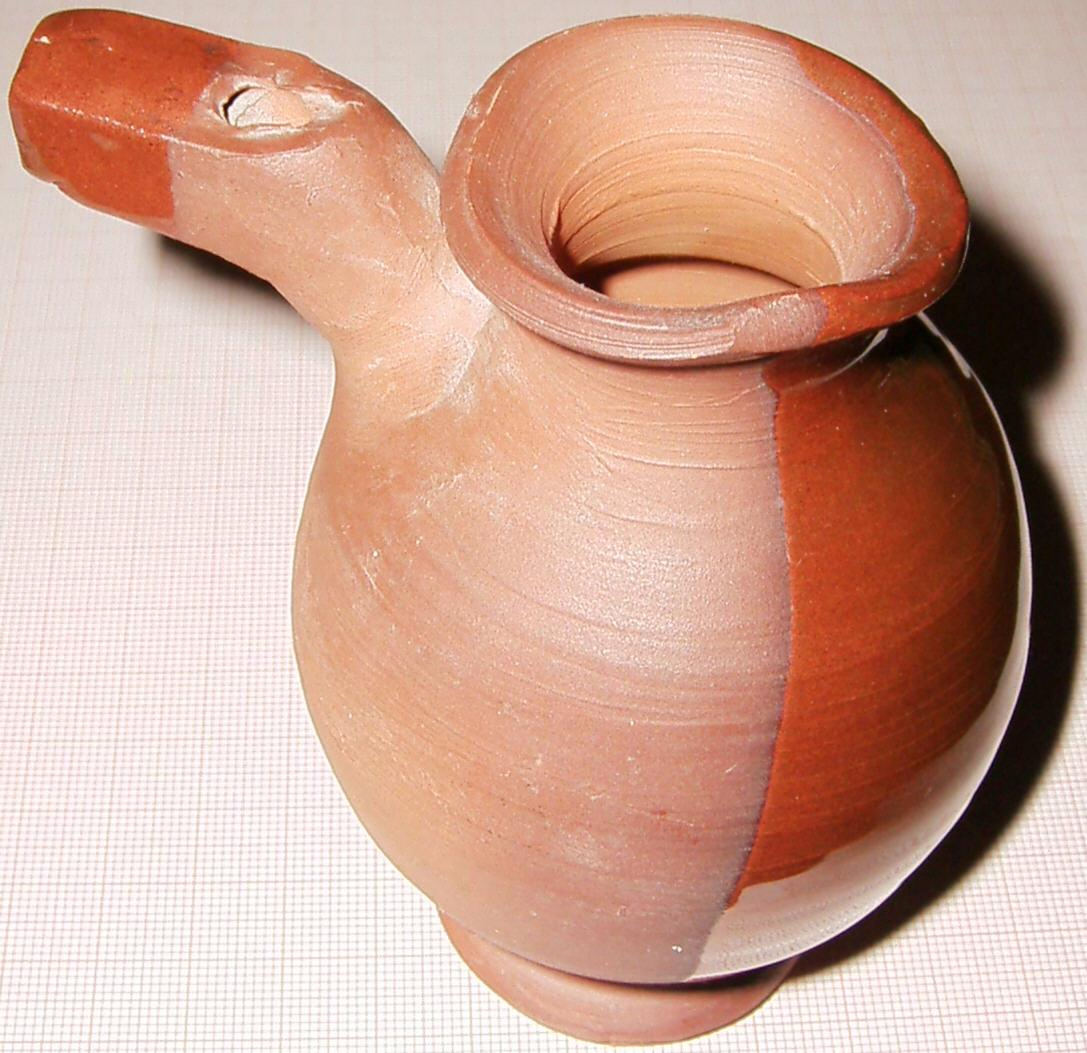
Privighetoare Ochtrup (Ochtruper Nachtigall)

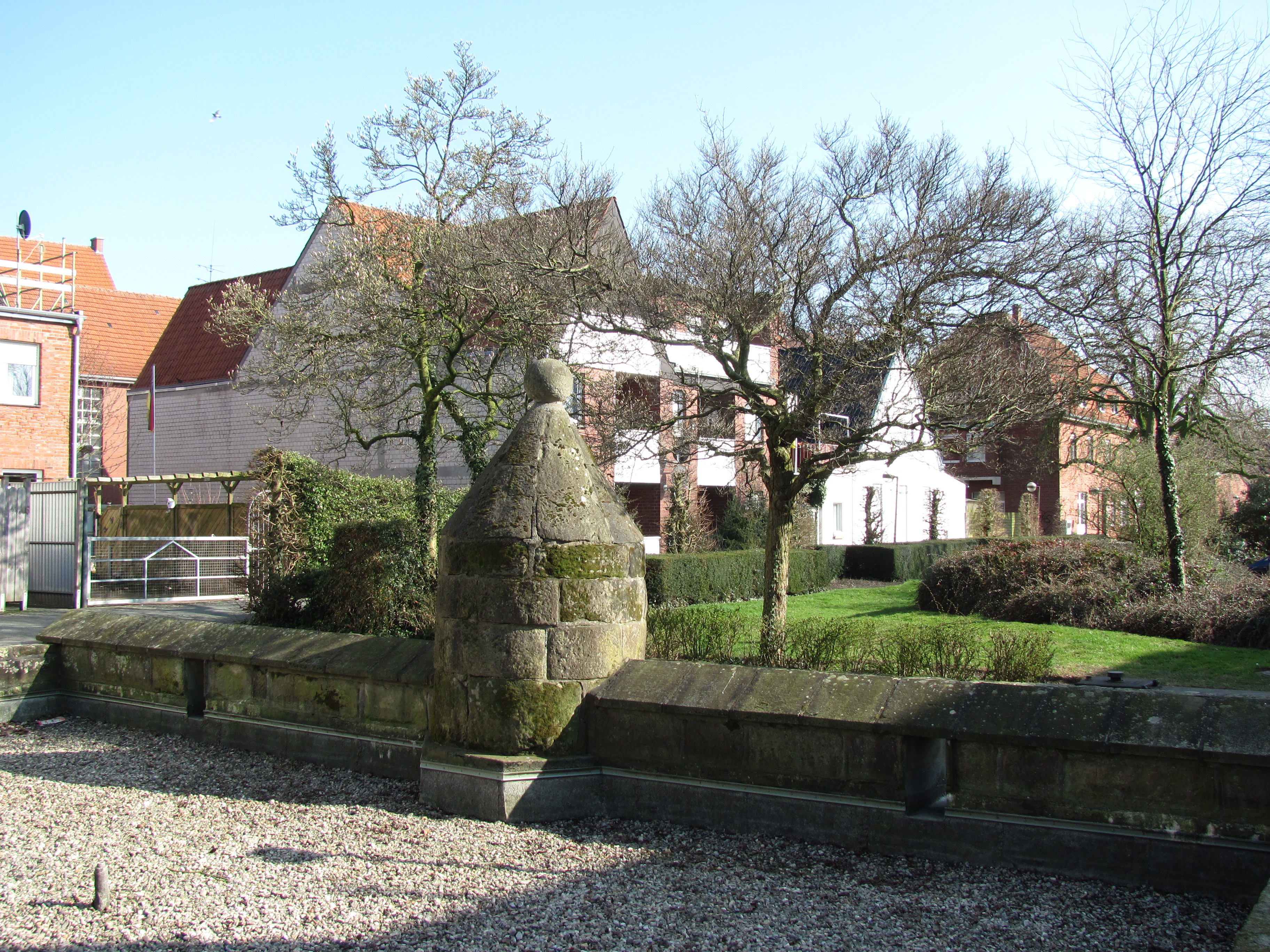
Westwall cu Stüwwenkopp

### Stolpersteine
Din august 2007, așa-numitele Stolpersteine („piatra de care te împiedici”) în centrul orașului Ochtrup amintesc de familiile care au fost persecutate și deportate de regimul nazist și, în cele din urmă, au murit. Pietrele au fost puse de sculptorul din Köln, Gunter Demnig, care gestionează deja proiecte similare în mai mult de 50 de alte orașe.

### Muzeul de ceramică (Töpfereimuseum)
Situat în casa familiei de olari Eiling, care datează din 1678.

### Biserica veche din zona Welbergen  (Alte Kirche Welbergen)
O clădire romană construită în secolul al XI-lea, una dintre cele mai vechi și mai bine conservate clădiri romane din Münsterland.

### Moara de vânt (Bergwindmühle)
Din 1848, este una sin ultimele mori de vânt în stil olandez de tip „Wallholländer”

### Memorialul din Hellstiege
Până în 1938, orașul Ochtrup deținea și o mică comunitate evreiască cu propria sa casă de rugăciune. Era la parterul unei clădiri rezidențiale de pe Kniepenkamp. Sub conducerea naziștilor, Ochtrup a condus și la zborul, expulzarea și uciderea a aproape tuturor evreilor. Printr-un atac de incendiu în Kristallnacht în 1938, casa a fost complet devastată. Acest lucru este amintit astăzi de o piatră memorială. De asemenea, este situat pe cimitirul evreiesc Hellstiege. Cea mai veche piatră de mormânt este datată în anul 1824. Ultima înmormântare a avut loc în acest cimitir în 1990.

### Villa Winkel
Vila a fost construită în 1899 în timpul istorismului, în stil olandez renascentist, conceput de arhitectul Hubert Holtmann pentru Anton Laurenz. Villa Winkel se află în mijlocul parcului orașului.

### Wasserburg Haus Welbergen
Este un castel pe apă în Welbergen.